# 沙漠之鷹天文台
31°57′45″N 110°28′35″W / 31.96250°N 110.47639°W
沙漠之鷹天文台（Desert Eagle Observatory）是一個位於美國亞利桑那州本森的私人天文台，編號333，由業餘天文學家楊光宇建立。建立該天文台的目的主要是觀測與發現小行星，並包含但不限於彗星和近地小行星的觀測。至今該天文台已發現1732顆小行星（未包含無永久編號者）。

## 外部連結
- Desert Eagle Observatory Homepage